# Jesse Helms

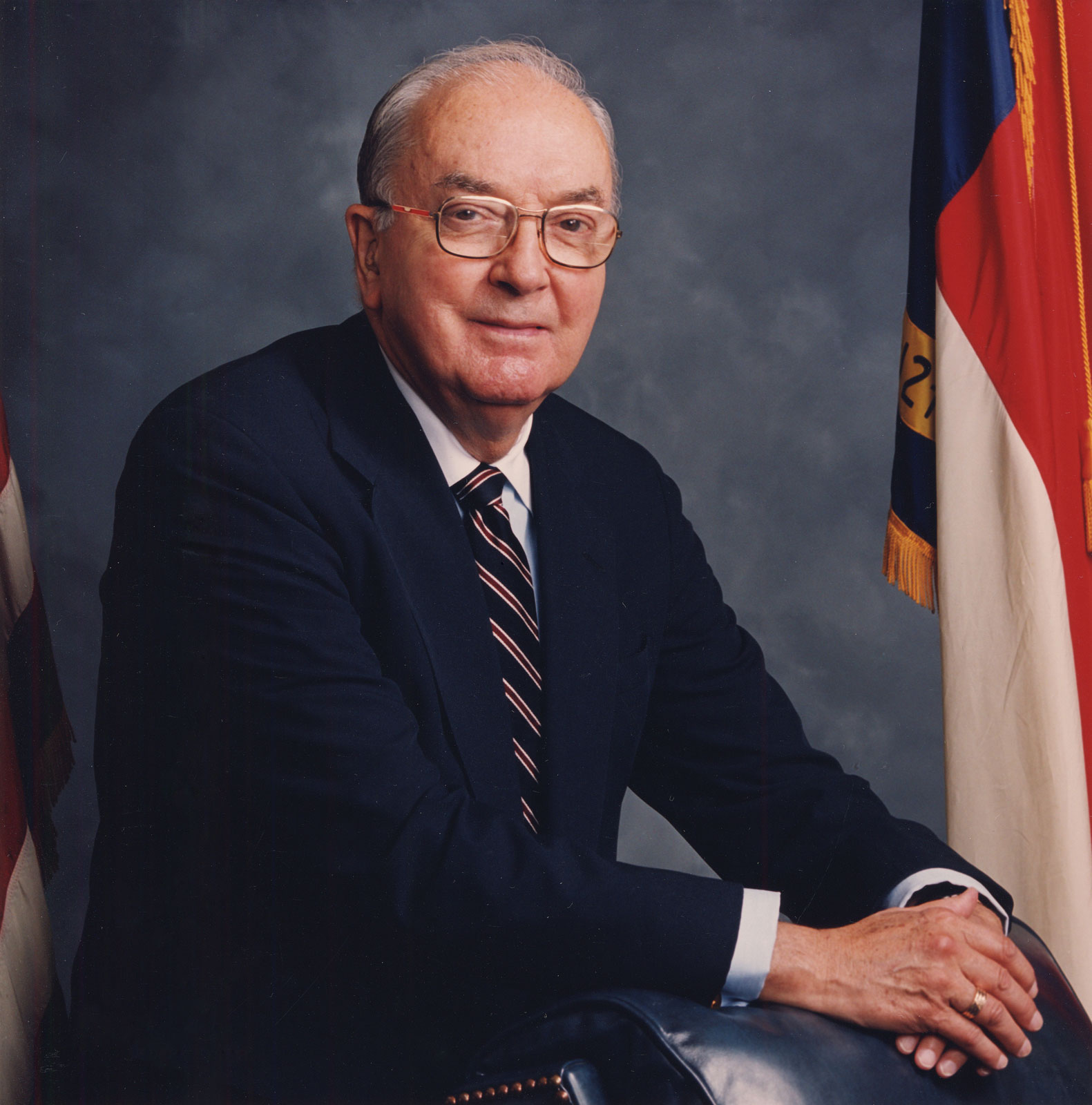
Jesse Helms

Jesse Alexander Helms, Jr. (* 18. Oktober 1921 in Monroe, North Carolina; † 4. Juli 2008 in Raleigh, North Carolina) war ein US-amerikanischer Politiker der Republikanischen Partei und über einen Zeitraum von 30 Jahren Mitglied des Senats der Vereinigten Staaten.

## Leben
Helms war ein Absolvent der Wake Forest University.
Vom 3. Januar 1973 bis zum 3. Januar 2003 vertrat Helms North Carolina als Senator im Kongress und war sowohl in der Landwirtschafts- als auch in der Außenpolitik der USA sehr einflussreich.

## Politische Laufbahn
Während der 97. bis zur 99. Kongresswahlperiode gehörte er dem Ausschuss für Land- und Forstwirtschaft und Ernährung an. Er konnte seine Wahlkämpfe mit Hilfe großzügiger Spenden der Tabakfirmen finanzieren, die aus seinem Heimatstaat North Carolina stammten.

## Positionen
Helms war bekannt für seine äußerst konservative politische Orientierung. Er bezog offen und vehement Stellung und vertrat seine Positionen oft in sehr polemischer Weise, was ihm zahlreiche Kritiker einbrachte. In dem Pamphlet "When Free Men Shall Stand" äußert er: „Utopische Slogans wie Mindestlohn, Gleichheit der Rassen, Emanzipation der Frau, allgemeine Krankenversicherung [sind] nur Tricks, mit denen die Menschheit von Gott entfernt werden soll“.

### Außenpolitische Haltung
Im Jahr 1987 mobilisierte Helms zusammen mit Bob Dole die Unterstützung der USA für die paramilitärische Organisation RENAMO in Mosambik. Auf seine Korrespondenz mit Boris Jelzin wird zurückgeführt, dass im Januar 1992 die Magnetbandaufzeichnungen des Flugdatenspeichers und des Cockpitsprachrekorders der 1983 über Kamtschatka von sowjetischen Jagdflugzeugen abgeschossenen Boeing 747 der Korean Airlines der ICAO für Auswertungen zur Verfügung gestellt wurden. Nach Übernahme der republikanischen Mehrheit im Senat 1994 verzögerte er außerdem die Zahlungsverpflichtungen der USA an die UNO, reduzierte den Außendienst in den Konsulaten finanziell und personell sehr stark und neigte zu einer isolationistischen Politik. Von 1995 bis 2001 und noch einmal im Jahr 2001 war er Vorsitzender des außenpolitischen Ausschusses im Senat. Gemeinsam mit dem Kongressabgeordneten Dan Burton war er wesentlicher Urheber des Helms-Burton Act, der das Embargo gegen Kuba verschärfte.

### Haltung zur Homosexualität
Helms betrieb eine offen antihomosexuelle Politik. Er war gegen das Recht auf gleichgeschlechtliche Partnerschaften, sah die HIV-Infektion durch "unnatürliche Praktiken" begründet und bezeichnete Homosexuelle als "schwache, moralisch kranke Schufte". Er agierte gegen die National Endowment for the Arts, einen Verein zur Kunstförderung, da diese unter anderem den homosexuellen Künstler Robert Mapplethorpe und den Film Poison von Todd Haynes unterstützten.
Mehrfach behinderte er die politische Laufbahn Homosexueller. Als 1993 Roberta Achtenberg von Bill Clinton als Ministerialdirektorin des Bauministerium der Vereinigten Staaten berufen werden sollte, stellte sich Helms entschieden mit der Begründung dagegen, „weil sie eine verdammte Lesbe ist“. Clinton drohte er, dass er sich besser einen Bodyguard mitbringen solle, wenn er das nächste Mal North Carolina besuche. In seiner Funktion als Vorsitzender des außenpolitischen Ausschusses war er auch in der Lage, die Ernennung des offen schwulen James Hormel als US-Botschafter in Luxemburg zu verzögern.
Als Reaktion boykottierten viele Kunden Anfang der 1990er-Jahre das ihn unterstützende Tabakunternehmen Philip Morris (und ihr damaliges Tochterunternehmen Kraft – so wurde außerhalb der USA auch die Schokoladenmarke Milka Ziel dieser Aktion), bis das Unternehmen als Reaktion auf die Kritik hohe Spenden an AIDS-Hilfen leistete.

### Haltung gegenüber anderen Minderheiten
In zahlreichen Punkten stellte Helms sich gegen die Gleichberechtigung der Afroamerikaner. So stand er dem Civil Rights Act of 1964 ablehnend gegenüber, sprach sich gegen die Einführung des Martin Luther King Day aus, boykottierte den – die Wahlrechte der Schwarzen und anderer Minderheiten garantierenden – Voting Rights Act, stellte sich gegen den Besuch von schwarzen Schülern an „weißen“ Schulen (siehe Brown v. Board of Education) und gegen die Errichtung eines Museums für afroamerikanische Kultur in Washington.
Er versuchte mehrfach die Amtsernennung und Berufung von schwarzen Richtern und Politikern zu verhindern. So stimmte er gegen die Nominierung von Carol Moseley Braun, der ersten afroamerikanischen Senatorin, zur Botschafterin in Neuseeland. Den afro-amerikanischen Juristen Roger Gregory versuchte er vom Richteramt im United States Court of Appeals fernzuhalten.